# Gertrude de Dagsburg
Gertrude de Dagsburg (francès: Gertrude de Dabo)  (ducat de Lorena, c. 1190 - 30 de març de 1225 (Gregorià)) era una trobadora i es va casar tres vegades.
Gertrude va rebre el nom de la seva mare, Gertrude de Baden, filla de Herman III, Margrave de Baden. La data de naixement de maig de 1205 (o fins a mitjan 1206) se li assignava sovint, ja que la seva mare tenia llavors 52 anys. Una data més plausible és c. 1190.
Gertrude va succeir al seu pare com a comtessa per la seva mort el 1212, moment en el qual ja s'havia casat amb Theobald, aviat per ser duc de Lorena (1213), segons Vitæ Odiliæ. La seva fiança es va produir el setembre de 1205, possiblement quan era una infanta. En casar-se, el seu marit es va fer càrrec de l'administració de la seva herència, però va morir a principis de 1220 sense haver-hi fill. El maig de 1220 es va casar amb Teobald I de Navarra comte de Xampanya, que era només un adolescent, contra els desitjos de l'emperador Frederic II. El 1222, Teobald la va rebutjar per la seva consanguinitat (escriu Alberic de Trois-Fontaines) o per l'esterilitat (segons Richer de Senones). El 1224 es va casar per tercera vegada amb Simó III, comte de Leiningen, però va morir en un any. Va ser enterrada a l'abadia de Sturzelbronn. El seu marit va heretar el seu comtat.
Gertrude és probablement la duquessa de Lorena que va compondre dos poemes lírics en francès antic. Un, Un petit devant le jour, es troba en diverses fonts, algunes amb notació musical que acompanya. L'altra només es troba al manuscrit "CH-BEsu MS 389", al costat d'Un petit devant. Estan numerats R1640 i R1995.